# Нидераула
Нидераула (нем. Niederaula) — община в Германии, в земле Гессен. Подчиняется административному округу Кассель. Входит в состав района Херсфельд-Ротенбург.  Население составляет 5411 человек (на 31 декабря 2010 года). Занимает площадь 64,17 км².

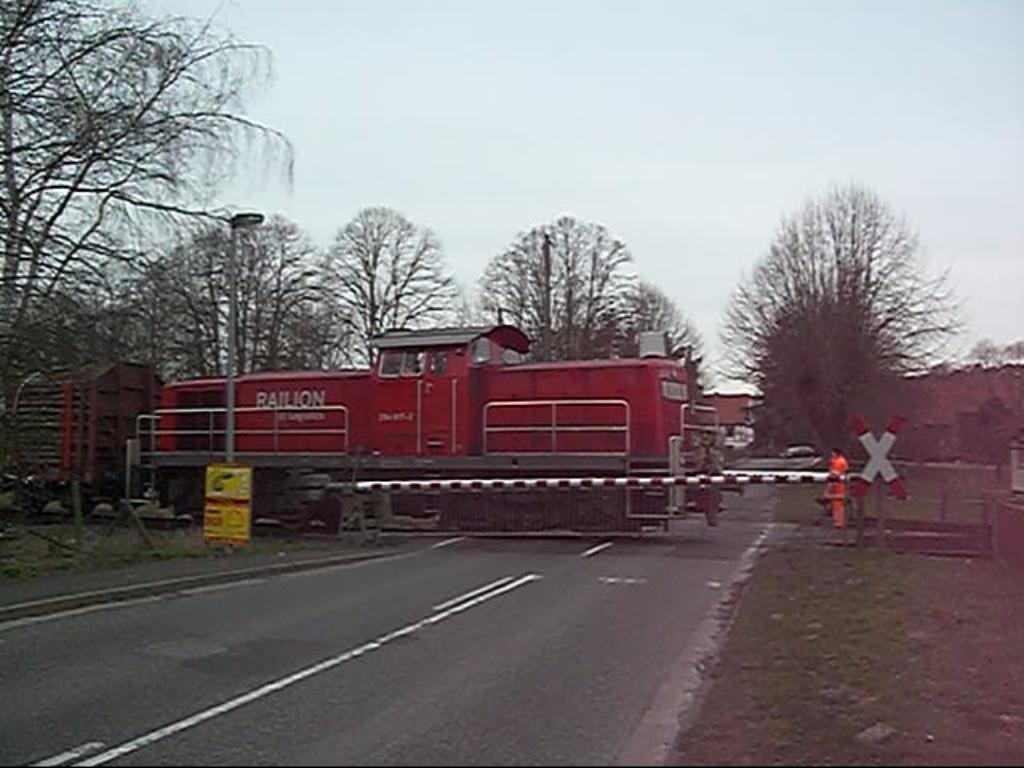
Нидераула